# Razor Sportscars

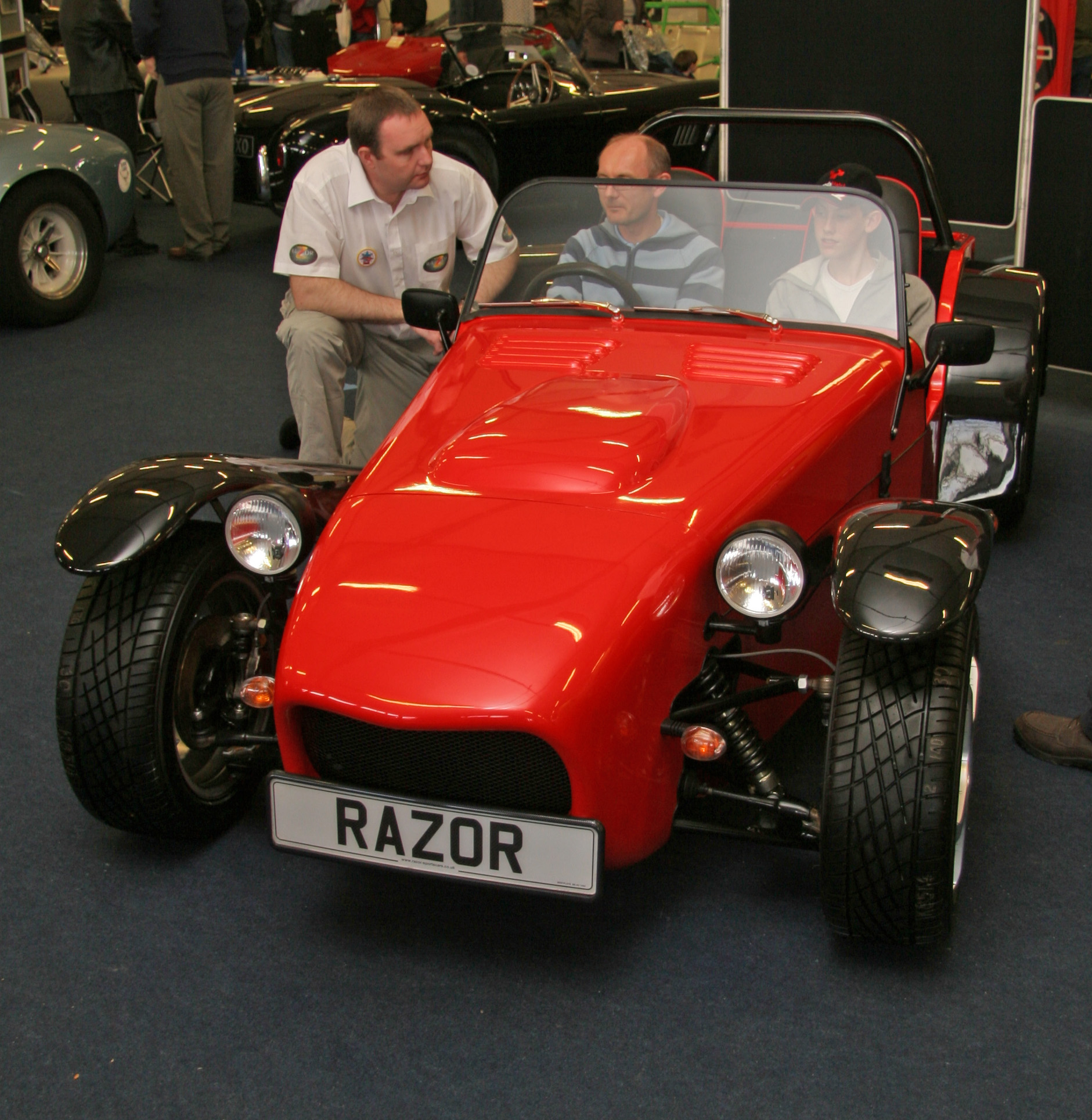
Razor

Razor Sportscars Limited war ein britischer Hersteller von Automobilen.

## Unternehmensgeschichte
Das Unternehmen wurde am 17. April 2007 in Crawley in der Grafschaft West Sussex gegründet. Im gleichen Jahr begann die Produktion von Automobilen und Kits. Der Markenname lautete Razor. Andrew James Robert Bause und Sally Louise Bause waren ab 30. Januar 2008 Direktoren. 2010 endete die Produktion. Am 29. November 2011 wurde das Unternehmen aufgelöst.

## Fahrzeuge
Im Angebot stand nur ein Modell, übernommen von Razer Sports Cars. Es war ein Fahrzeug im Stil des Lotus Seven. Die offene Karosserie bot Platz für zwei Personen. Ein Vierzylindermotor von Ford trieb die Fahrzeuge an.
Insgesamt fertigten diese beiden Unternehmen zusammen zwischen 2003 und 2010 etwa sechs Fahrzeuge.